# Babalú Ayé

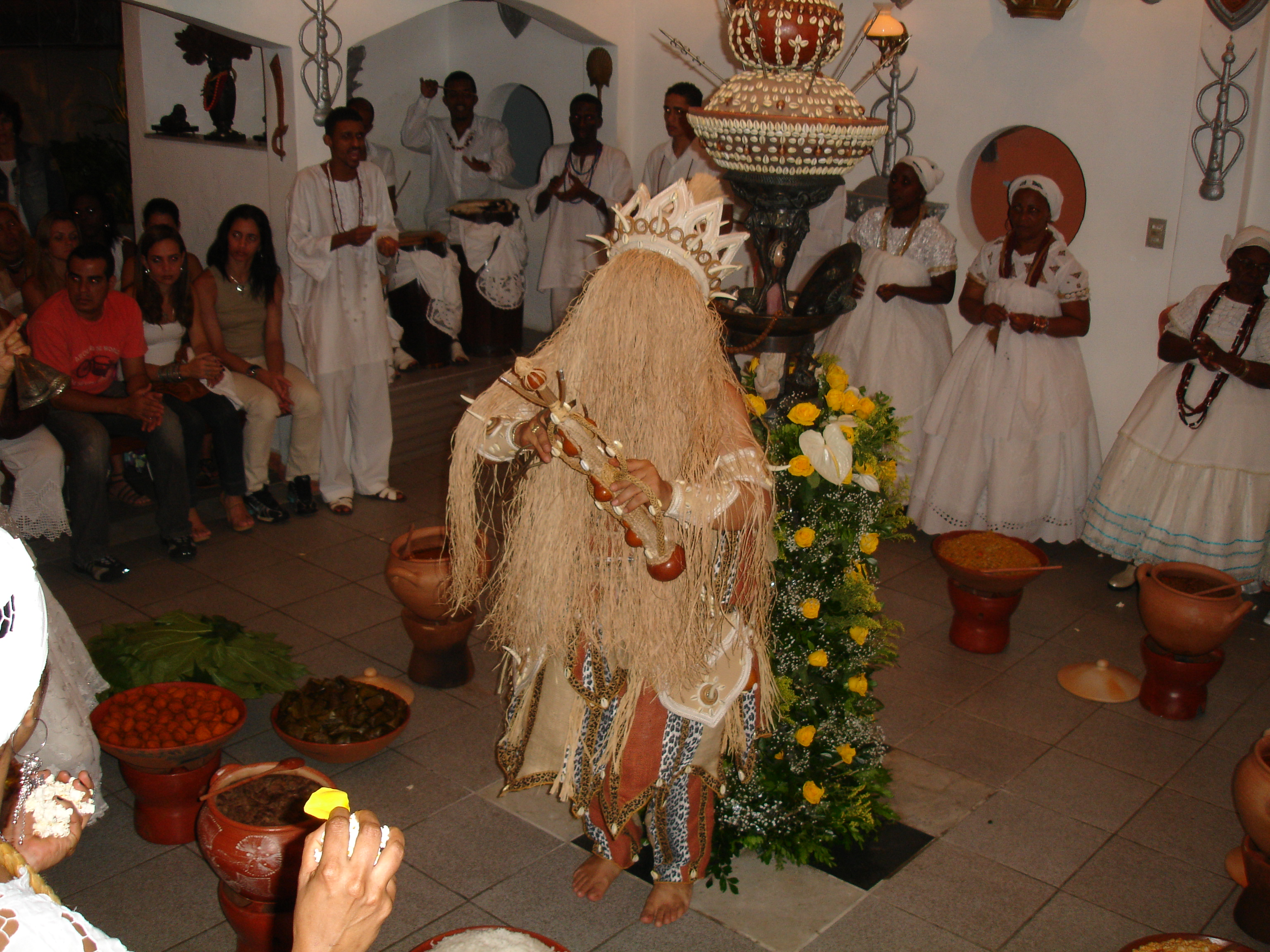
Babalú Ayé danzatrice. Nel candomblé di Ile Ase Ijino Ilu Orossi.

Babalú Ayé (noto anche con il nome di Omolu, Shonponno, Obaluaiye) è un importante orixa (semidio o santo) della mitologia yoruba e delle religioni afroamericane derivate. È il figlio di Yemaja e Orungan. 

## Aspetto e forme

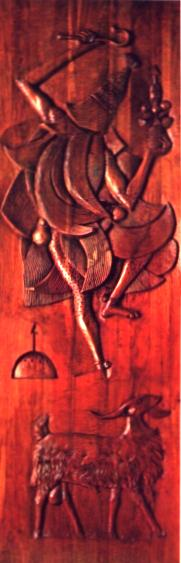
Scultura in legno, nel Museo afro-brasiliano, Salvador, Bahia, Brasile

Sia con il nome di Omolu (di derivazione Yoruba) sia con quello di Obaluaiye è associato alla terra e alla creazione della terra (Oba = re e aiye = terra), e viene definito il padre, ossia il re, della terra. È associato alle malattie infettive e contagiose e viene invocato per curarle.

La sua origine va ricercata nell'ambito della mitologia yoruba sviluppata in Africa e in seguito alla deportazione degli schiavi nelle Americhe, il suo culto si è diffuso a Cuba all'interno delle forme religiose Palo, in quella Vudù haitiana e nei sincretismi religiosi brasiliani Umbanda e Candomblé.
Nell'ambito della religione Santeria cubana, Babalú Ayé viene identificato con San Lazzaro, mentre in Brasile con san Rocco, dato che entrambi i santi cattolici furono martoriati dalle piaghe.

Nel sistema di credenze della popolazione Yoruba dell'Africa occidentale, corrisponde a Sopona, ossia alla divinità che trasmette il vaiolo ed è in grado di curarlo.
In base alla tradizione viene raffigurato con colori sgargianti, come il blu, marrone, rosso, viola, anche se il suo colore preferito è il nero ed il suo numero magico è il 17. Durante i rituali officianti il suo culto vengono offerti riso, frumento, cipolla, pesce.
È il santo protettore delle malattie della pelle e di quelle contagiose. Gli adoranti questa semidivinità, durante i loro rituali si coprono la testa con frange di paglia ed in suo onore eseguono una danza particolare chiamata Opanijé, che tradotto in italiano significa "egli uccide e poi mangia". Le persone possedute evidenziano sintomi quali convulsioni, sofferenza, prurito e tremiti causati dalla febbre.

## Racconti mitologici
Quando Olorun diffuse i suoi poteri ai vari Orisha, concesse a Babalú Ayé una grande energia sessuale, che approfittò di questo dono per trascorrere il suo tempo in coiti con numerose donne.

Finché un giorno Olorun, contrariato per l'attività ludica e lussuriosa intrapresa da Babalú Ayé, inviò sulla terra un suo messaggero, nel tentativo di placare, almeno il Venerdì santo, la brama sessuale della sua emanazione. Ma le richieste del Grande Padre rimasero inesaudite e per questo motivo a Babalú Ayé spettò la tremenda sorte, come castigo, di morire contagiato dalla sifilide.

Solamente grazie all'opera astuta della tenace Oshun, divinità dell'amore, il Grande Padre acconsentì a risuscitare Babalú Ayé, che però ricominciò, subito dopo la rinascita, le sue pratiche viziose.

## Musica
Nell'ambito musicale il mito di Babalù è stato descritto o citato da diversi cantanti e in altrettante canzoni. La prima fu Caterina Valente, nel 1957; a seguire vi furono Paolo Conte in Hemingway gli Ska Cubano, nel 2004; poi, una canzone datata 2018 del cantautore Alessandro Mannarino proveniente dal suo ultimo album intitolato Apriti cielo.